# آتشکده یزد
آتشکده یزد یا آتشکده وِرَهرام (آتشکده بهرام) مربوط به دوره پهلوی یکم واقع در یزد، جای نگهداری آتش مقدس زرتشتی در شهر یزد و نیایشگاه زرتشتیان ساکن در این شهر است.

## مشخصات معماری ساختمان
ساختمان اصلی آتشکده بر ارتفاعی حدود یک متر چهل سانت از زمین و در میان حیاط بزرگی که درختان همیشه سرسبز سرو و کاج آن را پوشانده، قراردارد. نگاره فروهر و سرستون‌های سنگی آن زیبایی ویژه‌ای بدان بخشیده و روبروی این بنا حوض آبی قرار دارد. اینکه آتشکده‌ها کنار آب باشند از خصوصیت‌های آتشکده‌ها بوده‌است.
سرستون‌های سنگی جلو تالار ساختمان اصلی و سنگ‌های گلدار پای دیوارها کار هنرمندان اصفهانی است. این هنرمندان سنگ‌ها را در اصفهان تراشیده و سپس تا یزد برده‌اند. نگار کاشی‌های فروهر بر بالای سردر ورودی، کار هنرمندان کاشی‌کار یزدی است و معماری کل این بنا از معماری آتشکده‌های پارسیان تأثیر پذیرفته‌است.

## ماهیت آتشکده
در سال‌های بسیار دور برای روشن کردن آتش، کبریت یا وسیله ای دیگر در اختیار نبود به همین منظور در یک مکان، آتشی همواره روشن بود تا مردم بتوانند روزانه گُلی از آن آتش برداشته و اجاق خانه‌های خود را روشن کنند. به این مکان آتشکده می‌گفتند. (“کَده” در زبان فارسی دَری به معنی خانه و «آتشکده» به معنای خانه آتش است)
وظیفه آوردن آتش از آتشکده بر عهده فرزندان خانواده بود به همین دلیل خانواده ای که فرزند نداشت اجاقش خاموش یا به عبارتی کور بود که اکنون متوجه می‌شویم ریشه ضرب‌المثل ایرانی «فلانی اجاقش کور است» از کجا نشأت می‌گیرد. به همین دلیل یکی از آرزوهای شیرین برای هر خانواده این جمله بود: «اجاقت سبز باد»
شغل ایرانیان باستان کشاورزی و مبنای زندگی آن‌ها بر اساس نور و گرمای خورشید بود. هم چنین نور، گرما و روشنایی در دسترس مردم روی زمین آتش است. به همین دلیل آتش یکی از مهم‌ترین و مقدس‌ترین عناصر در زندگی بشر محسوب می‌شود. بعد از کشف آتش بود که فرهنگ و تمدن نیز شکل گرفت.
ذات آتش گِرد آن نشستن است و به مرور زمان آتشکده تبدیل به مکانی برای گردهمایی و برگزاری جشن‌ها و آیین‌های مذهبی زرتشتیان شد. قبل از آن نیز به عنوان دادگاه مورد استفاده قرار می‌گرفت که در آن موبد به دادرسی مردم می‌پرداخت.

## چگونگی ورود به آتشکده برای زرتشتیان و غیر زرتشتیان

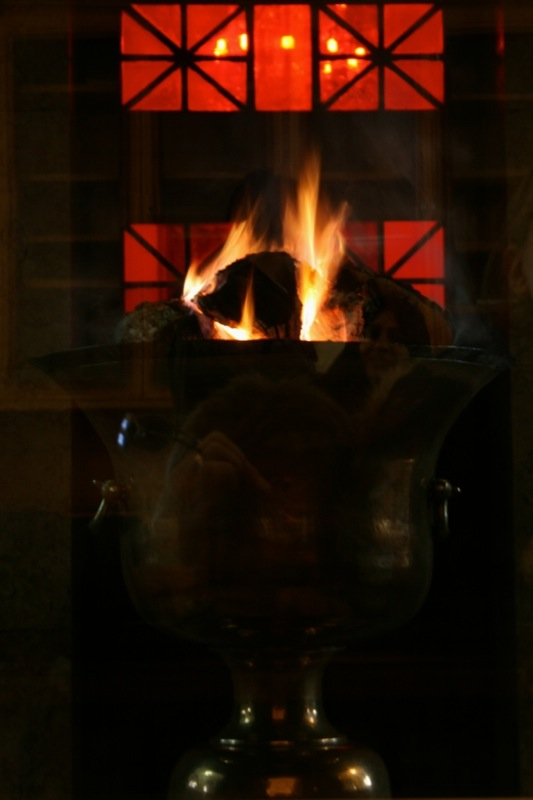
آتش آتشکده یزد

ورود به این نیایشگاه همیشه برای نیایش کنندگان با آدابی همراه بوده‌است. از جمله پاکیزگی زنان و مردان. مردان باید برای ورود با کلاه سفید و زنان با روسری سفید و لباس رنگ روشن و بدون کفش وارد شوند. آتش مقدس درون مجمر بزرگی از جنس برنز است و شخصی به نام «هیربد» مسئول روشن نگه‌داشتن آن است. بازدیدکنندگان این آتشکده می‌توانند این آتش همیشه فروزان را از پشت دیوار شیشه‌ای ببینند.افرادی از زرتشتیان از این آتش مراقبت می‌کنند.

## نشانی آتشکده زرتشتیان یزد
این آتشکده در خیابان «آیت‌الله کاشانی» یزد است.

## تاریخچه ساخت آتشکده
ساختمان کنونی آتشکده یزد در آبان ماه ۱۳۱۳ با سرمایهٔ یک زرتشتی پارسی به نام «همابائی» بر قطعه زمینی که از سوی چند تن از زرتشتیان ایران ازجمله برادران امانت به یاد فوت پدرشان «اردشیر مهریان رستم» امانت وقف شد، ساخته شد. نقشهٔ این بنا را مهندسان پارسی کشیده‌اند و «ارباب جمشید امانت» سرپرستی و نظارت ساخت این بنا را بر عهده داشت. وی در خاطرات خود نوشته‌است که برای جلب توجه پارسیان هندوستان، پنج بار به آن دیار سفر کرده‌است. چهار بار با کشتیهای بخار بر روی آب‌های خروشان اقیانوس هند و یک بار پیاده و با شتر در ریگزارهای بلوچستان ایران و پاکستان تا سرانجام انجمن پارسیان هند پرداخت هزینهٔ ساختمان آتش ورهرام یزد را پذیرفت.

## آتش آتشکده زرتشتیان یزد

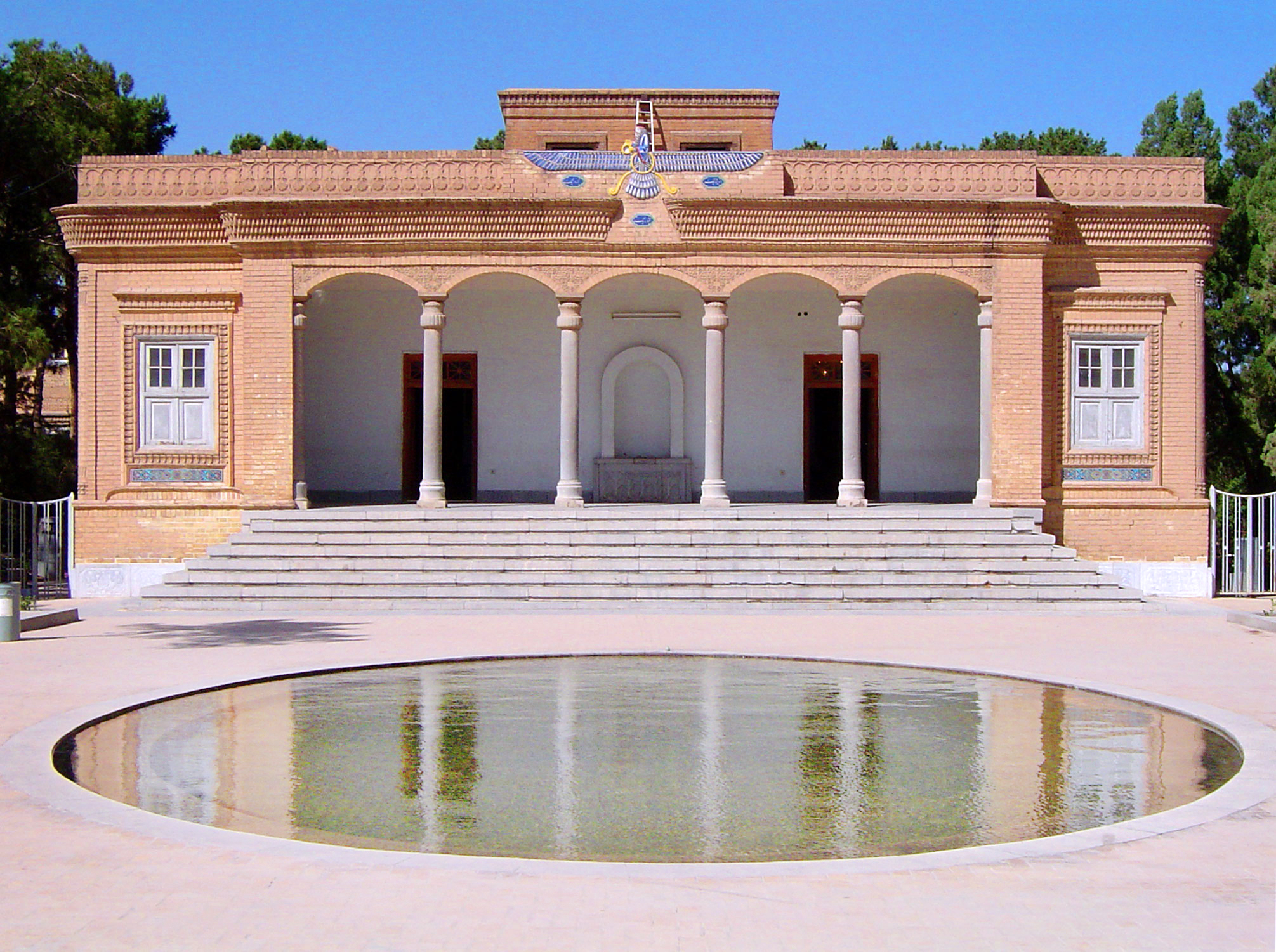
اتشکده زرتشتیان یزد

آتشی که درون این آتشکده می‌سوزد بیش از ۱۵۰۰ سال است که روشن مانده‌است. این آتش فروزه‌ای است از آتش آتشکده کاریان در لارستان که به عقدای یزد آورده شد و نزدیک به ۷۰۰ سال در آنجا روشن نگه داشته شد و سپس در سال ۵۲۲ خورشیدی (۱۱۷۴ میلادی) از عقدا به اردکان (روستای ترک آباد) برده شد و نزدیک به ۳۰۰ سال نیز در ترک آباد بود و در سال ۸۵۲ خورشیدی (۱۴۷۴ میلادی) از ترک آباد به یزد برده و نگهداری شد. نخست در محله‌ای به نام «خلف خان علی» در خانهٔ یکی از موبدان بزرگ به نام «موبد تیرانداز آذرگشسب» نگهداری می‌شد و در سال ۱۳۱۳ پس از ساخته شدن این آتشکده به درون آن برده شد.
در کتاب زرتشت و زرتشتیان تاریخچه این آتش چنین آمده‌است:
«پس از استقرار حکومت ایلخانان در ایران، برخی از زرتشتیان و موبدان گوشه و کنار ایران که پس از حملات اولیه مغولان آواره شده بودند، به دهکده‌ای کوچک در کُنجِ شمالِغربیِ یزد به نام «تُرک‌آباد» -که یک آتشکده کهنِ آناهید، هنوز در آن‌جا سالم و از گزند حوادثِ روزگار مصون مانده بود- کوچیدند و «آتش بهرام» خود را نیز در روستای مجاور که «شریف‌آباد» نام داشت، در خانه‌ای محقّر و آجری قرار دادند. تُرک‌آباد و شریف‌آباد از این زمان به مهمترین مرکز تجمع زرتشتیان تبدیل شد. این آتش مقدس که در زمان ساسانیان و به فرمان موبدِ موبدان «کرتیر» افروخته شده بود و در پرستشگاهی در استخر قرار داشت در گذر تمام این سال‌ها با کوشش زرتشتیان روشن مانده بود، از پیچ و خم روزگار گذشته و اینک در این مکان گمنام قرار گرفت. این آتش بهرام که از اوایل دوران ساسانی به‌طور مداوم فروزنده بود، از این زمان در این مکان امن باقی‌مانده و تا امروز، همچنان به عنوان «مقدس‌ترین آتش زرتشتیان» در «انجمن زرتشتیان یزد» و «آتشکده کرمان» برافروخته است.

## نگارخانه

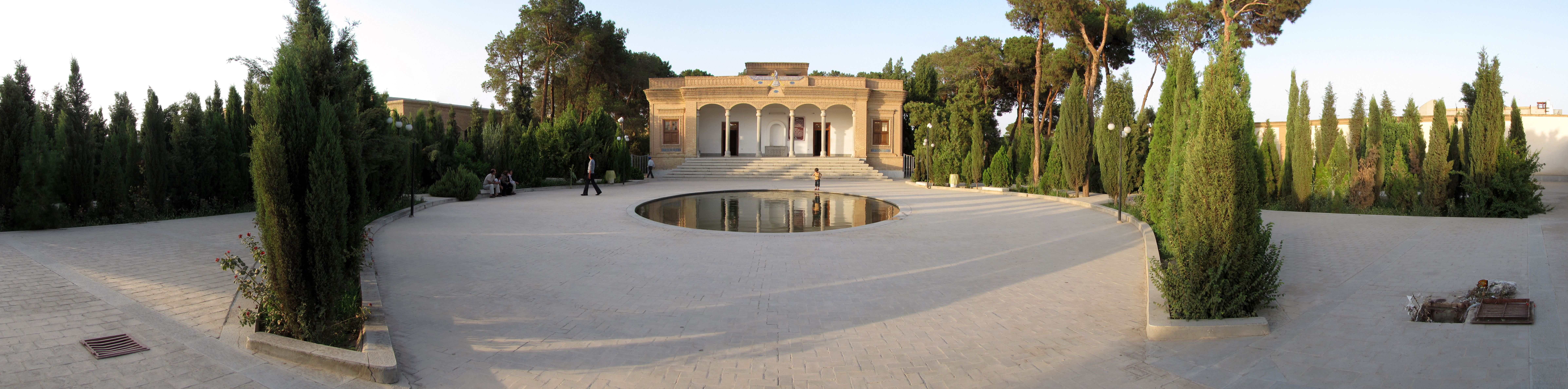
سراسرنما

گالری عکس
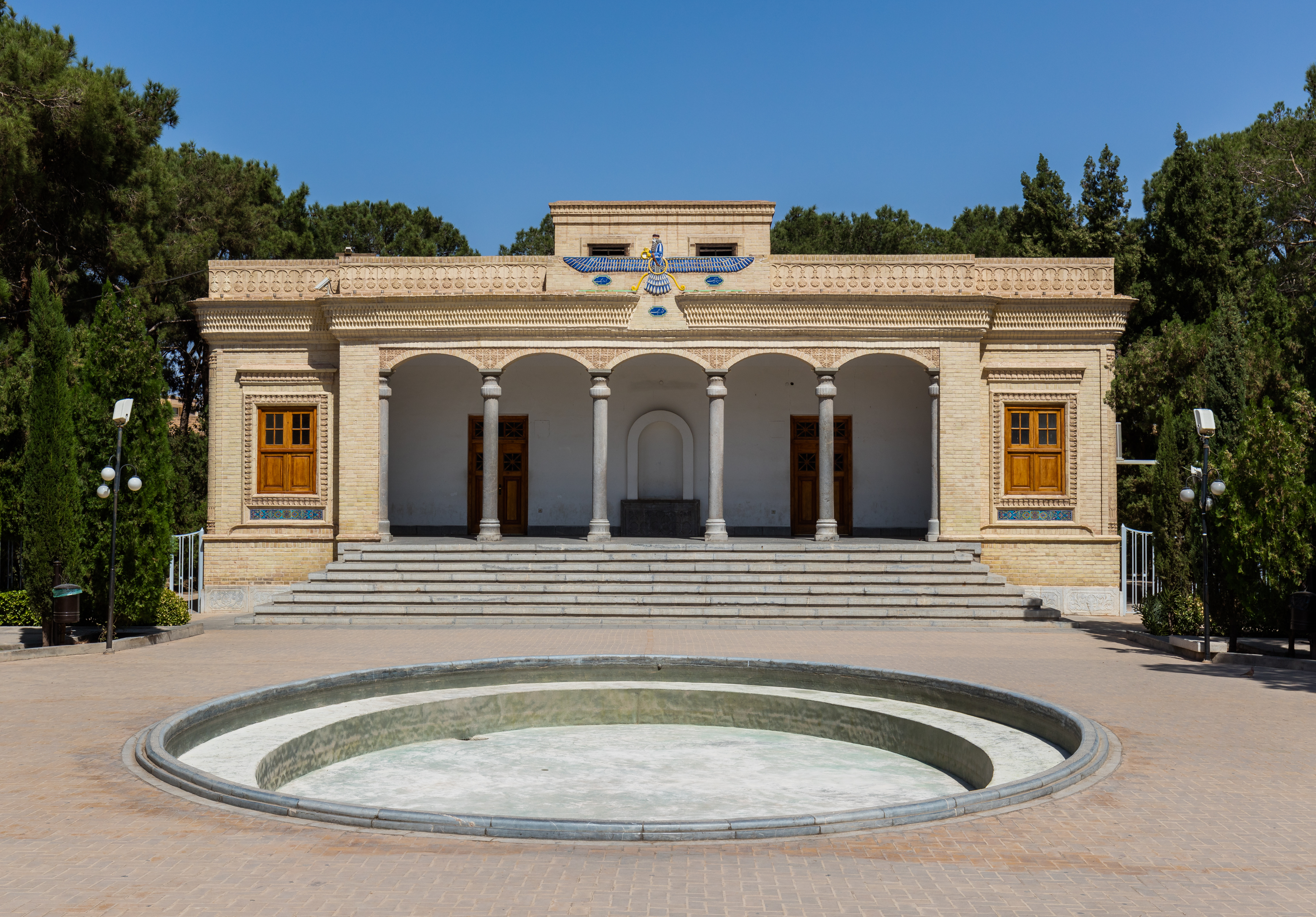
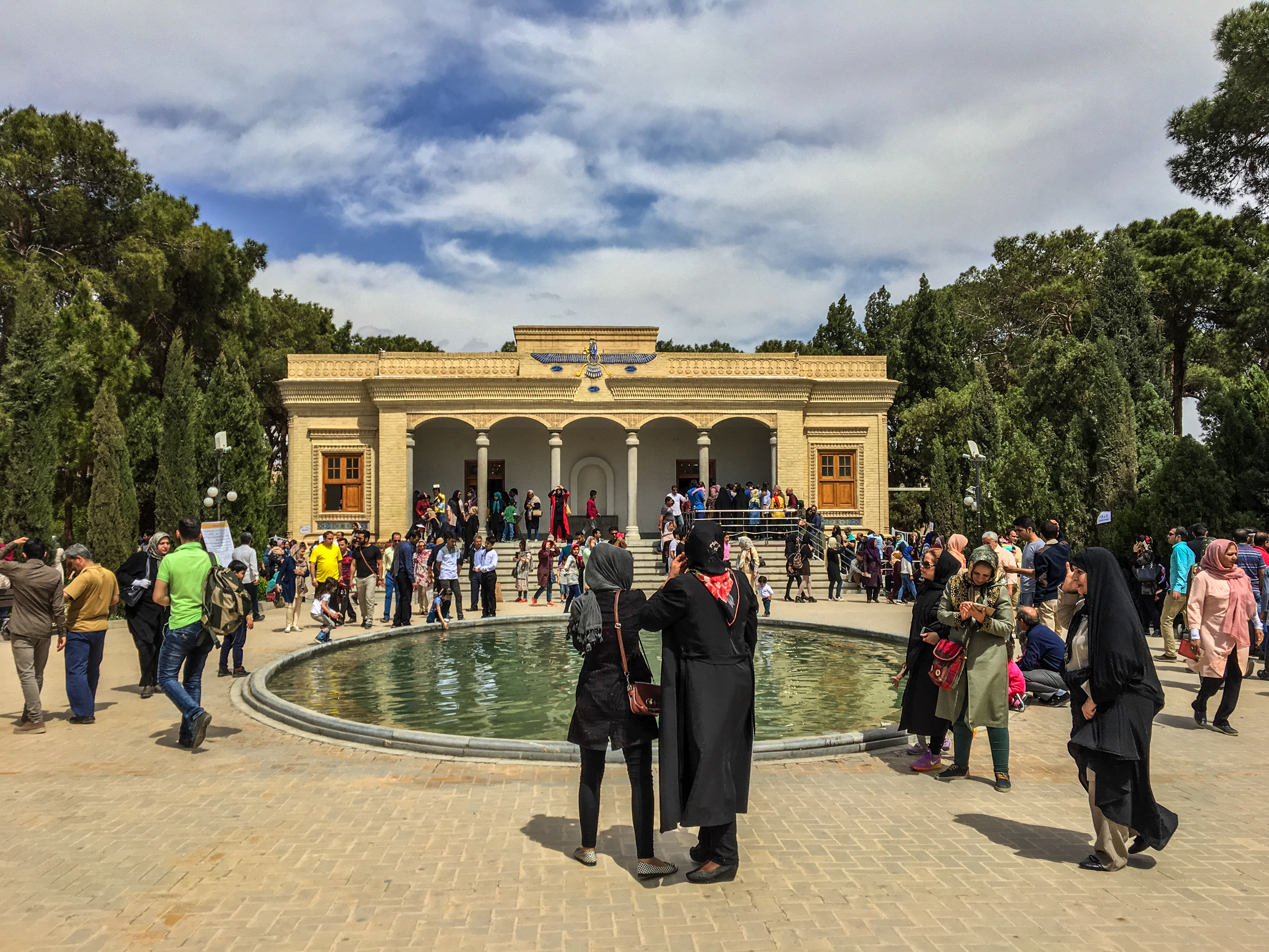
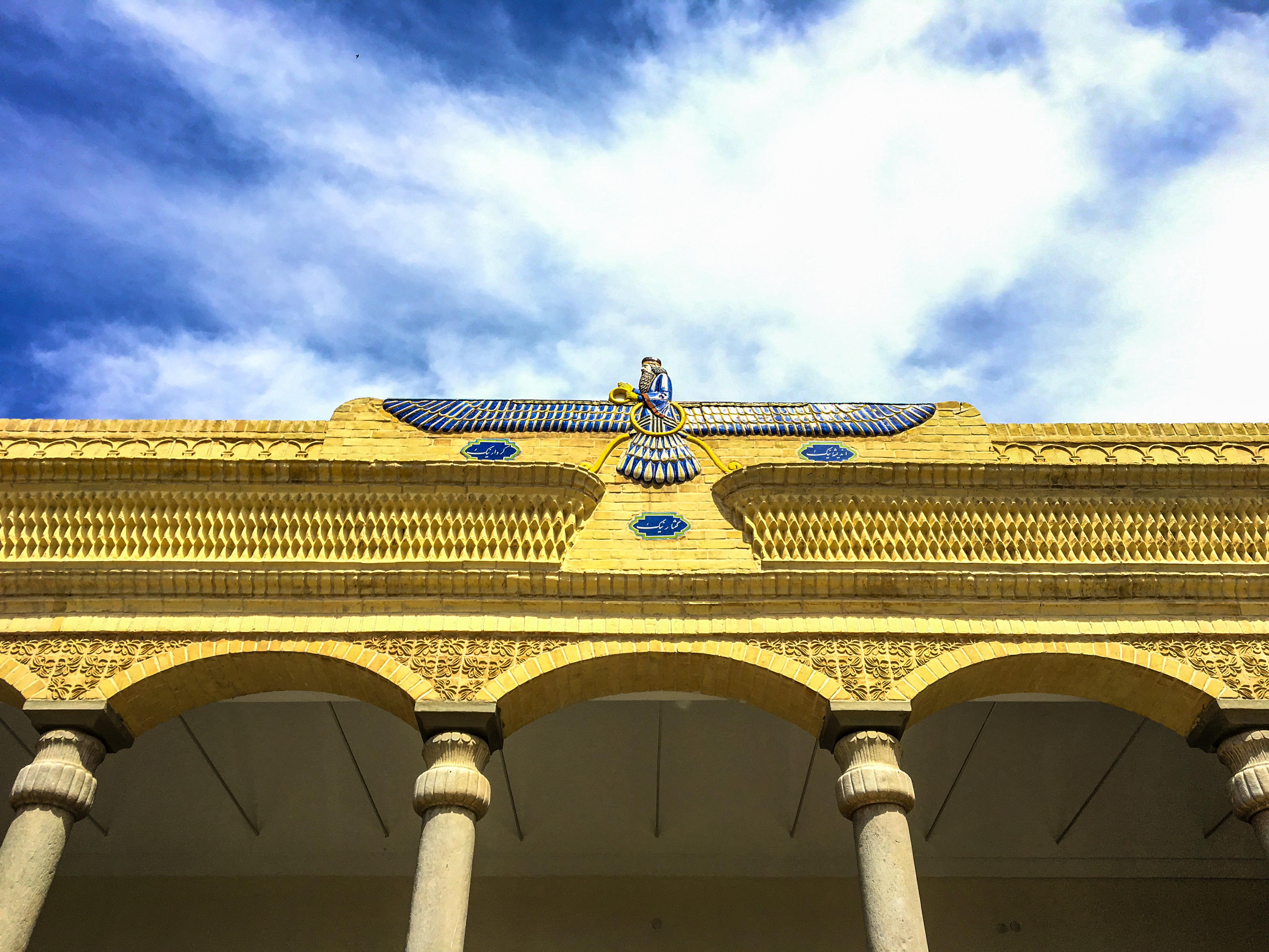
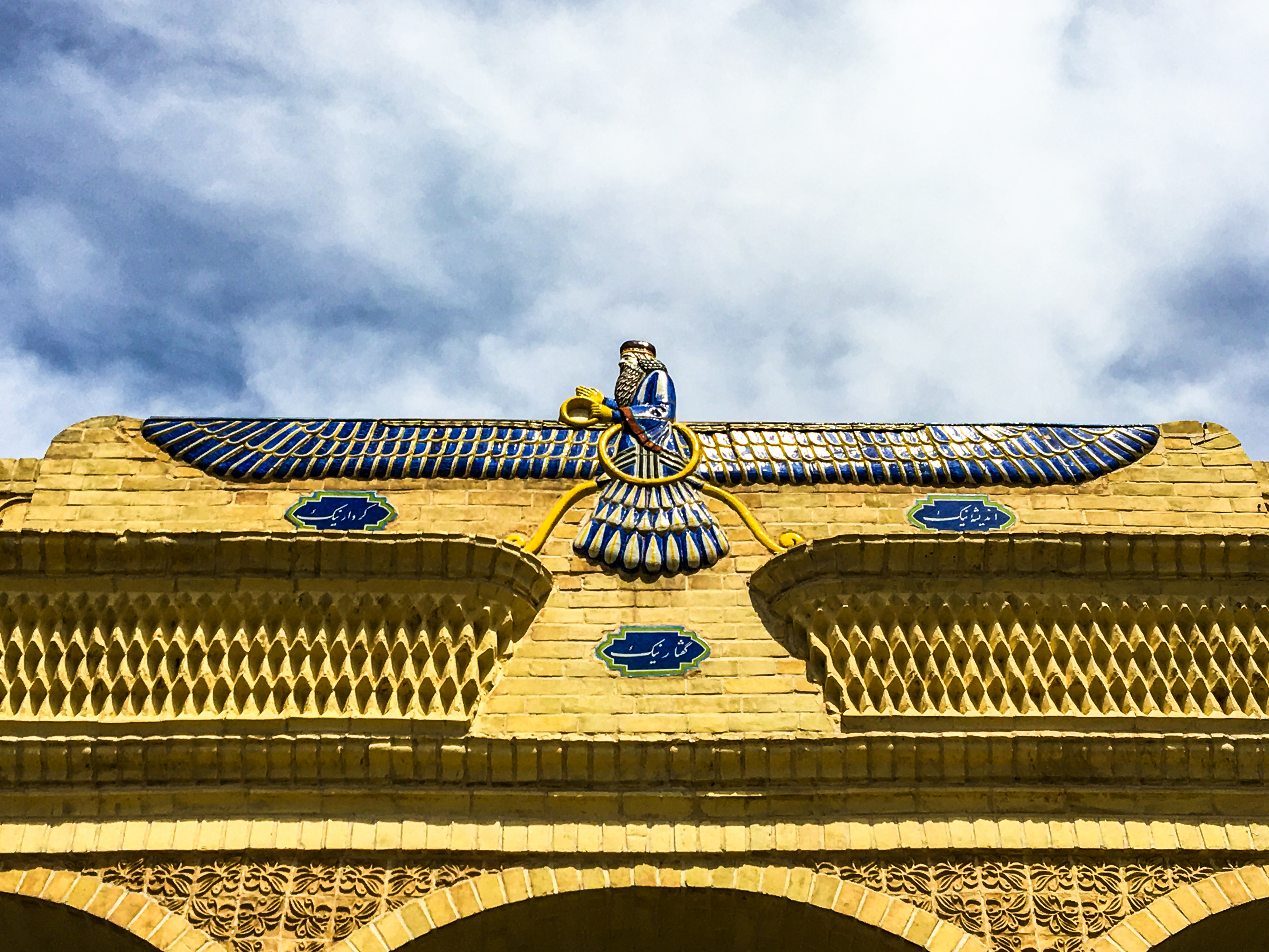
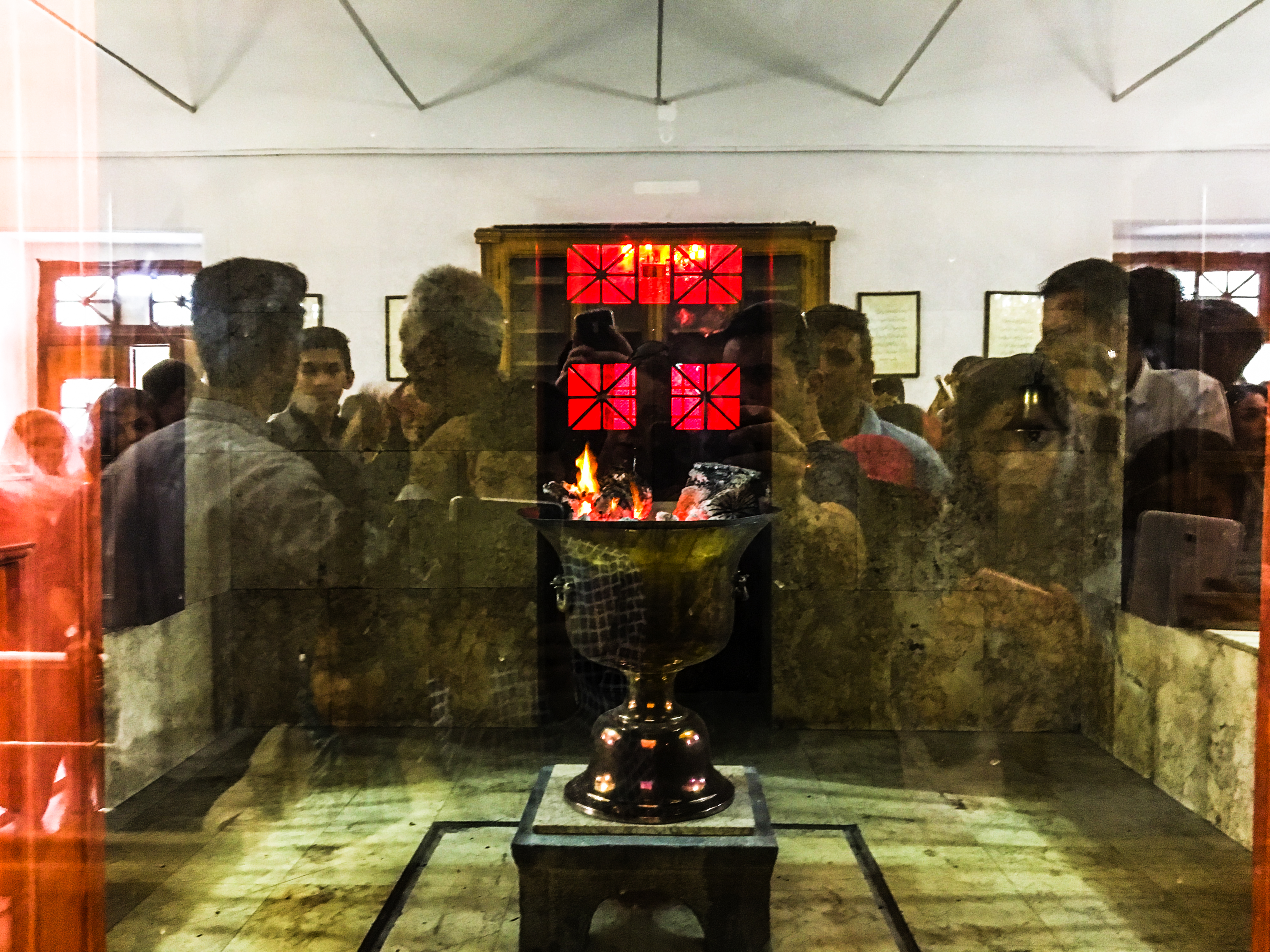
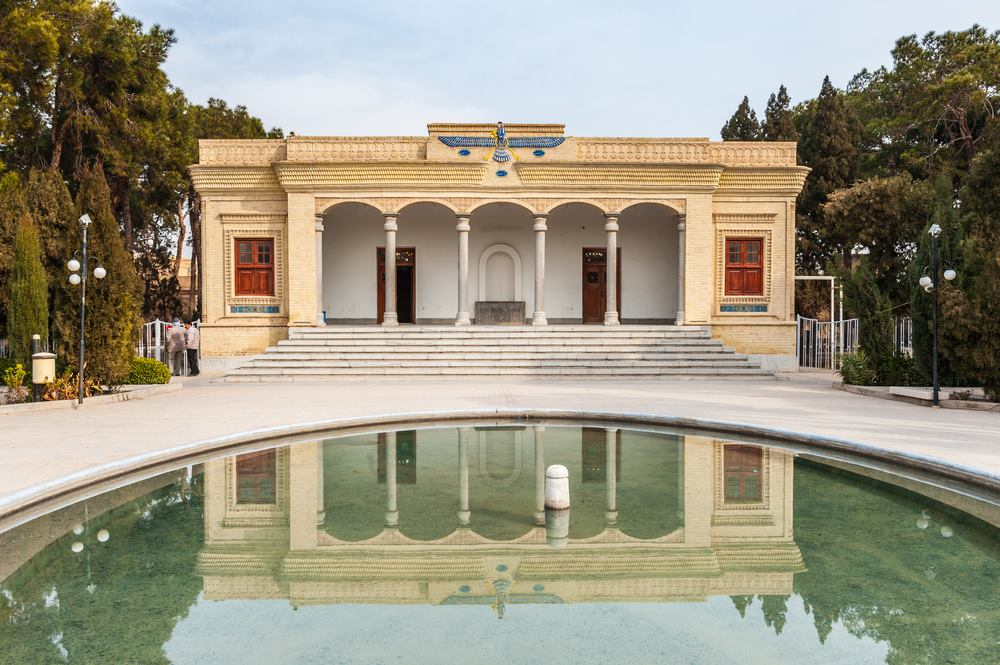
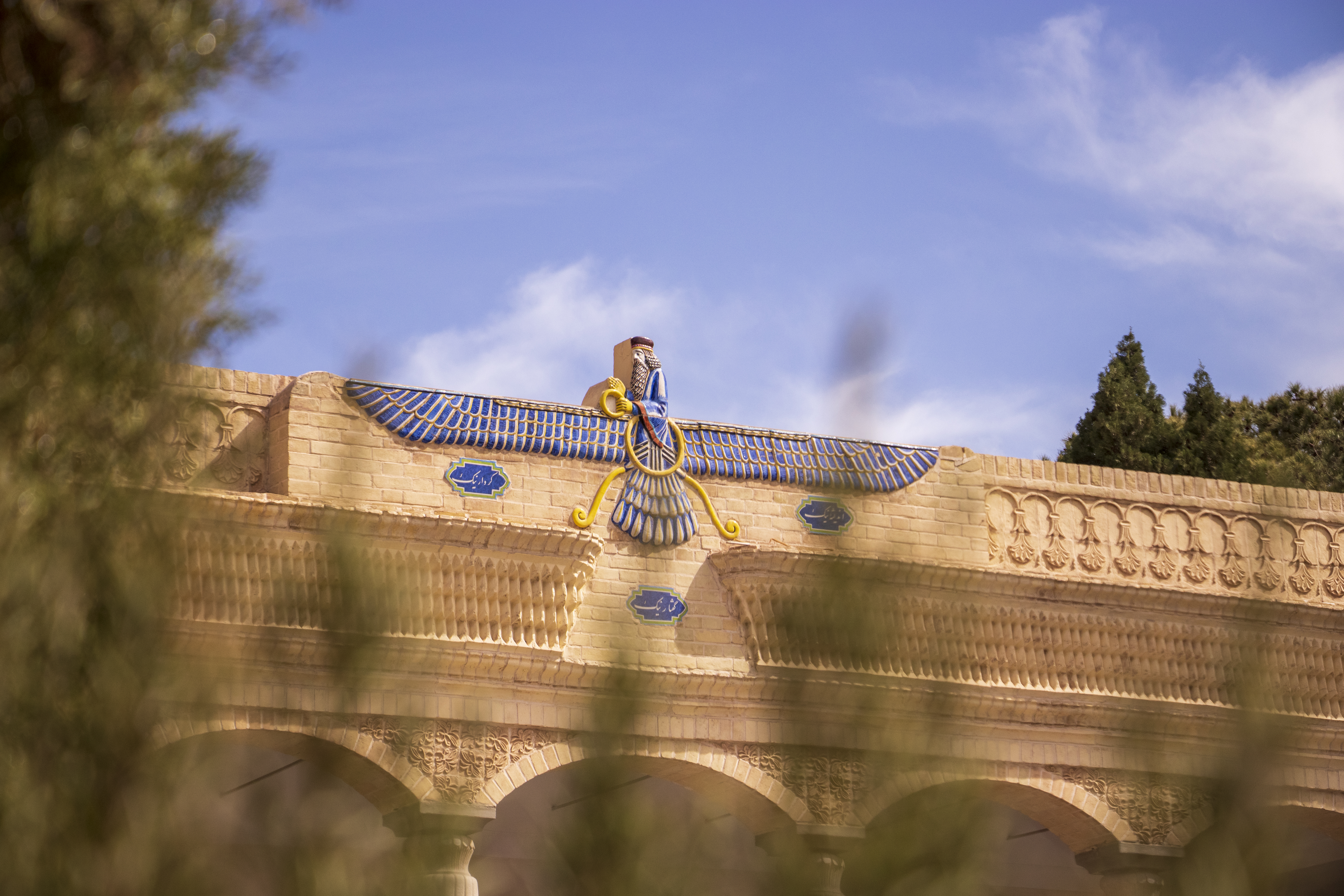
طرح فروهر بالای ورودی آتشکده
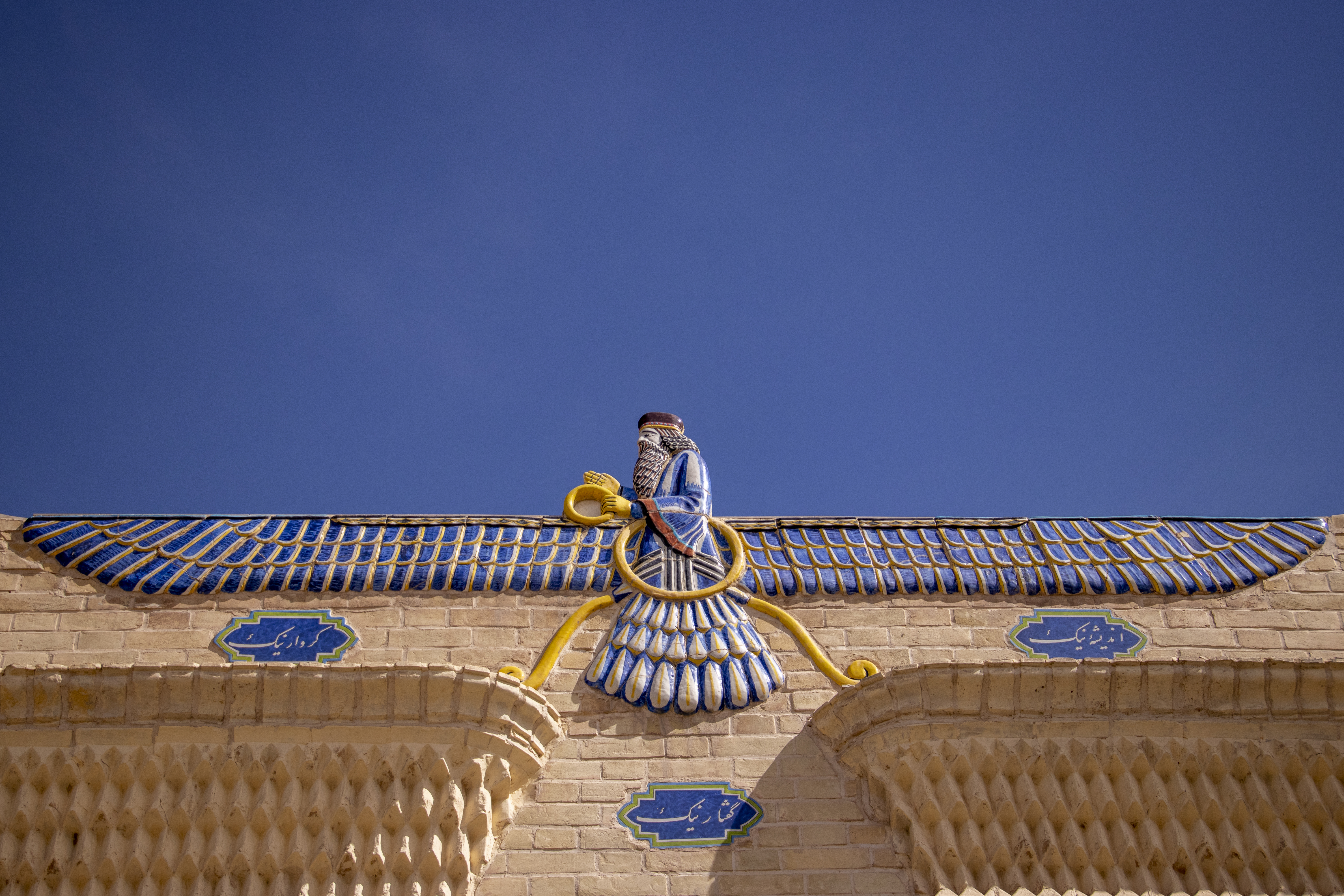
نقش برجسته فروهر بالای ورودی آتشکده
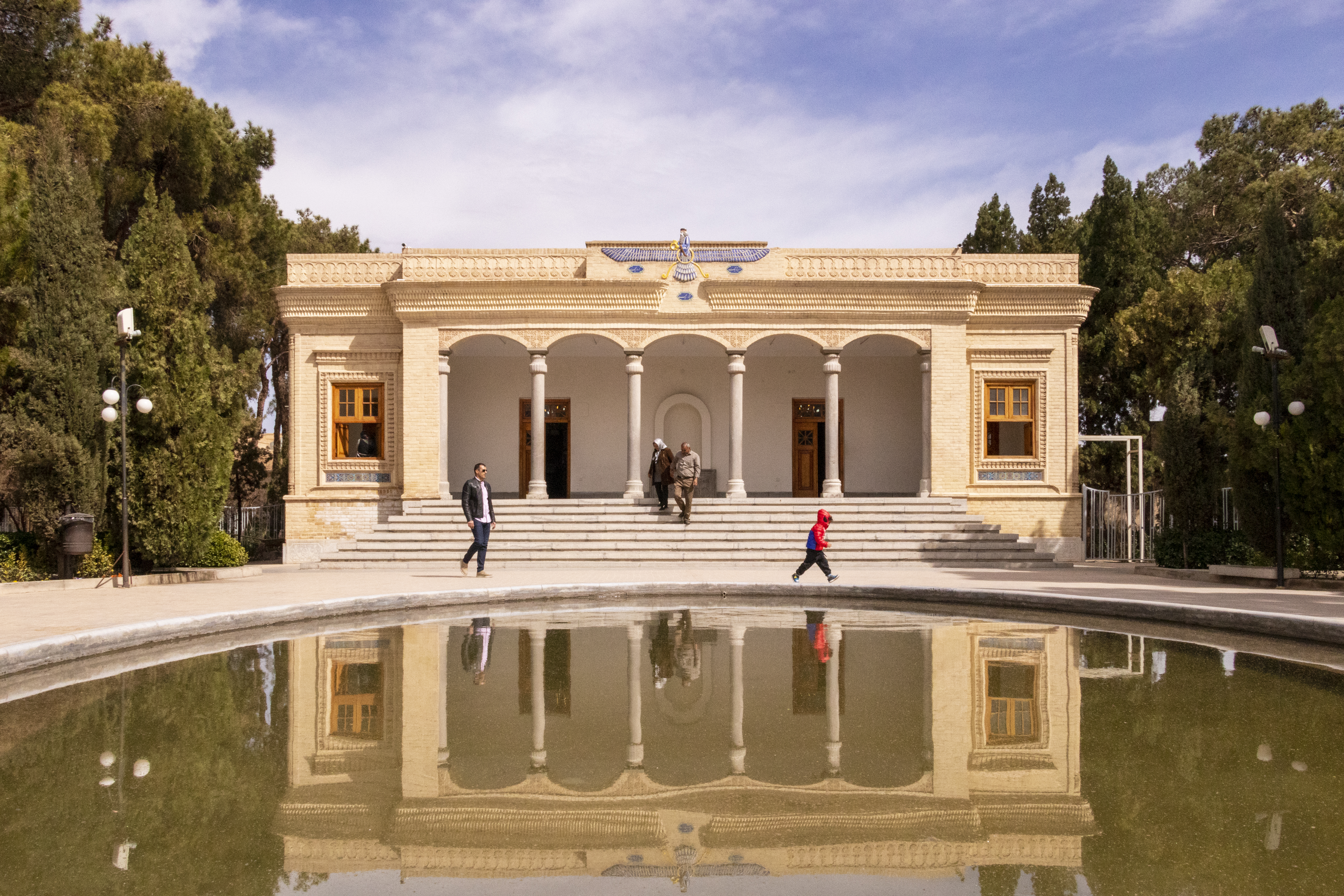
آتشکده زرتشتیان یزد